# Altona
 For alternative betydninger, se Altona (flertydig). (Se også artikler, som begynder med Altona)
Altona er en forhenværende selvstændig by, som nu indgår i Bezirk Altona i den tyske bystat Hamborg. Den forhenværende by er for størstedelens vedkommende identisk med det nuværende bezirk – med undtagelse af Eidelstedt og Stellingen-Langenfelde, der nu tilhører Hamborgs Bezirk Eimsbüttel, samt nogle ændringer af grænsen til St. Pauli.
Under Den Store Nordiske Krig blev Altona i 1713 brændt ned af de svenske tropper under ledelse af Magnus Stenbock, selv om indbyggerne havde tilbudt at betale brandskat. Den pommerske generalguvernør, Mauritz Velligkö, forlangte byen nedbrændt, fordi danskerne skulle have nedbrændt Stade.
1. april 1938 blev den indtil da selvstændige holstenske storby en del af Hamborg.
Altona var indtil 1864 en af det danske monarkis vigtigste havnebyer. Monarkiets første jernbane, Altona-Kiel (Christian VIII. Østersø Jernbane), åbnedes i 1844. Tabet af Altona førte til bygningen af Esbjerg Havn.

## Historie

### Middelalderen
Oprindeligt lå der en landsby, Herwardeshudhe, med en vandmølle på begge sider af Herwardeshudhe-bækken. På østsiden af vandløbet oprettede fogeden Georgius von Hammenborg et nonnekloster i 1247 (i det senere distrikt Sankt Pauli), som ejede landsbyen. Landsbyen nedbrændte helt i 1308, og klosteret forpligtede sig i 1310 over for byrådet i Hamborg til ikke at genopbygge landsbyen, og kun møllen og vandløbet blev tilbage (vandløbet blev senere en del af den voldgrav, som adskilte Altona fra forstaden Sankt Pauli og i en længere periode udgjorde landgrænsen).

### Renæssancen
Først omkring midten af det 16. århundrede nævnes atter en bebyggelse vest for vandløbet, Altona, som folkeviddet kaldte "Allzunah" ("Alt-for-nær", nemlig på Hamborg), på samme sted som den tidligere landsby. Denne nyoprettede bebyggelse nedbrændte i 1547, hvorefter byrådet i Hamborg rettede en henvendelse til drosten i Pinneberg og anmodede om, at bebyggelsen ikke skulle genopføres, fordi indbyggerne betød indskrænkninger i næringen for håndværkerne i staden. Bebyggelsen kom sig imidlertid hurtigt, og det lader til, at den blev genopbygget meget hurtigt. I 1548 blev ydermere opført en kirke i Ottensen, som henlagdes under fogeden. Altona voksede nu især med håndværkere, selv om byrådet i Hamborg forbød indbyggerne at arbejde der. I 1580 blev der etableret et fattighus, og i 1601 blev alle religioner tilladt for dem, der bosatte sig her, og ifølge oplysninger fra grev Ernst fra 1602 havde Altona allerede udviklet sig til en flække underlagt Pinneberger Landdrostei. Hamborg var opmærksom på den voksende konkurrence af håndværkere lige uden for bygrænsen og forbød i 1605 udførelse af mere end 200 oksehuder om året for at holde konkurrenten nede. Desuden blev det forbudt byens indbyggere at tage arbejde der.
Altona spillede også en rolle i studehandelen som overfartssted for okser og stude, idet byen kun måtte fragte okser over Elben, efter at der var betalt afgift i Blankenese.
Christian 4., som var opmærksom på udviklingen, forsøgte at styrke sin position i området gennem erhvervelse af faste besiddelser. Han forhandlede fra 1618 med grev Otto 3. af Schauenburg om afståelse af Grevskabet Pinneberg. Han var især interesseret i at overtage den opblomstrende by Altona, men han havde også planer om oprettelse af havne andre steder langs Elben. Kongen gav greven store tilbud og lod endda huse og gårde i Altona opkøbe mod grevens vilje. Da greven var meget velhavende, afviste han købstilbuddene, hvorefter kongen under henvisning til at han af kejseren var udnævnt til hertug af Holsten og i denne egenskab var blevet krænket i sine rettigheder, lod sine tropper besætte Herskabet Pinneberg. Kun mod betaling af 50.000 daler, som blev skaffet i Hamborg, lod han sine tropper trække tilbage og opgav planen. Først i 1640, da grev Otto 5. af Schauenburg døde, faldt dennes ejendomme tilbage til kronen.

### Købstad
Allerede i 1616 blev bebyggelsen betegnet som en småstad. Men som byens virkelige grundlægger må regnes Frederik 3., som fra 1664 udstedte flere forordninger til gunst for byens udvikling: Den 23. august 1664 udstedte han en bekendtgørelse, der gav stedet købstadsprivilegier og udskilte den fra Pinneberg. I en anden bekendtgørelse dateret samme dag beordrede han drosten af Pinneberg til at udlægge et byområde på Ottensens jorder, og den 3. januar 1665 blev ved en tredje bekendtgørelse givet tilladelse til at oprette alle former for fabriksvirksomhed i Ottensen-området. Den 11. marts 1665 blev den nye bys grænser bestemt, og den 29. august 1665 blev byens retsvæsen indrettet. Samtidig fik byen sit våbenskjold, der viste en tårn med tre spidser over en strøm. Religionsfriheden, som allerede var givet tidligere, havde til følge, at mange af fremmede religioner søgte til byen, især rige hollændere og jøder. Herefter blev der oprettet nogle manufakturer, fabrikker og møller, flere huse og pakhuse, og i 1686 blev der bygget et nyt rådhus. Selv om Hamborg i henhold til en Pinneberg-reces af 1679 havde forpligtet sig til at bilægge alle tvister med Altona, kom det ofte til modsætninger, der først ophørte med københavnske reces af 16. august 1692. Af hensyn til den interne sikkerhed i Altona blev der i 1693 indrettet en borgervæbning på otte kompagnier, som virkede til 1713.
Med indgangen til det 18. århundrede indtraf for byen en række af uheldige begivenheder: År 1700 blev byen brandskattet af Sverige og den 1. november 1711 betød en storbrand i Langgade (Lange Straße) og Bredgade (Breite Straße), at omkring 200 huse nedbrændte. I 1713 pålagde general Stenbock efter slaget ved Gadebusch ved sin indmarch i Holsten byen en brandskatning på 100.000 daler. Da byen ikke kunne betale, gav han ordre til at antænde byen fra alle hjørner ved indkastning i fakler. Ved branden blev omkring 2/3 ødelagt og kun 693 boliger overlevede delvis.
Takket være kong Frederik 4. blev byen imidlertid hurtigt genopbygget, og for alle nybyggerier blev der givet 20 års skattefrihed. Endvidere fik byen fornyede rettigheder, og den 17. september 1713 fik myndighederne overretten for byen Ottensen. Efterhånden blev adskillige offentlige bygninger, herunder rådhuset, genopbygget, og i 1723 blev en ny havn færdig. Fordelagtige konjunkturer bidrog til, sammen med borgernes næringsfrihed, at give byen en markant fremgang, og handel var allerede i midten af det 18. århundrede meget betydelig. Senere bidrog den Amerikanske uafhængighedskrig til, at byen fik udvidet sine aktiviteter, og i 1780 blev det første skib fra Altona sendt til de dansk-vestindiske øer. Dertil kom en lang række nye institutioner oprettet af regeringen som et kommercekollegium, et fiskeri- og handelsinstitut, der dog ophørte igen, møntstedet, Speciebanken, bankkontoret, Tallotteriet og flere andre. I 1736 havde byen 3.246 boliger, i 1744 3.832, og i slutningen af århundredet var der 4.060 huse i Altona og omkring 23.000 indbyggere.
Allerede i 1630 havde flækken fået sin første skole. I 1682 blev der taget initiativ til en latinskole, og en rektor og prorektor blev ansat. I 1719 begyndte opførelsen af en ny skolebygning, og i 1724 kunne nye lærere ansættes i "den store latinskole", som af rektor i 1726 blev omdøbt til "Scola Fridericiana". Skolen havde fem klasser og 160 elever. I 1738 lod Christian 6. skolen omdanne til et gymnasium, som blev indviet i 1744 og som fik navnet "Christianeum academicum".
I 1754 blev der oprettet et professionelt politimesterembede.
I 1783 blev der opført et stadssygehus takket være frivillige bidrag, og det fik ret til at holde apotek.
Også kulturelt oplevede byen en opblomstring. I 12 år var Johann Friedrich Struensee stadslæge og kom i kontakt med mange kredse, hvor tidens politiske, religiøse og andre spørgsmål blev diskuteret, således landsretssagfører Georg Schade, der oprettede Gesellschaft der Wissenschaften og som fik 15 års fængsel på Christiansø for sit deistiske værk Religion der Adepten. Fra 1761 underviste J.P. Basedow på Christianeum, byens lærde skole, og udviklede her sine tanker om en skolereform, "filantropinen", som han dog ikke fik virkeliggjort. Fra 1778 blev Christianeum også åbnet for jødiske elever. Den første konverterede til kristendommen og blev luthersk præst. Altonas betydning for åndsfriheden bevidnes af, at der i et leksikon fra 1796 angives 65 forfattere i byen mod 58 i Kiel. I 1790'erne, da censuren blev skærpet andre steder i Europa, herskede endnu trykkefrihed i Altona og Holsten (til 1799), og byen blev et vigtigt trykkested.
Efter 1803, da Elben blev blokeret og især efter 1807, da Danmark var i krig, oplevede handel og velstand et tilbageslag. Til gengæld betød den toldbegunstigelse, som byen oplevede, at der udviklede sig en kraftig industri i staden.
I slutningen af det 18. århundrede blev C.F. Hansen bygningsinspektør for hertugdømmerne Slesvig og Holsten med bopæl i Altona, en stilling han besad i 18 år. Han tegnede adskillige købstadsbygninger, landhuse, villaer og kirker i Altona, Hamburg og omegn, ikke mindst huse langs Palmaille i Altona. Blandt disse bygningsværker kan nævnes: Palmaillen 49, Altona, Cesar Godeffroys landsted, Elbchaussée 499, Altona (opført 1789-92), Peter Godeffroys landsted, Elbchaussée 547, Altona (1790–96), Vaisenhus, Königstraße 149, Altona (1794), Landhaus Blaker, Blankeneser Landstraße 34, Altona (opført 1794-95), Villa Gebauer, Philosophenweg 18, Altona (opført 1806), Elbschlösschen, Elbchaussée 372, Altona (opført 1814-16)

### IHelstaten
Skønt mange borgere i Altona valgte at placere deres virksomhed i Ottensen inden for toldlinjen, fandtes der i 1855 en lang række fabrikker og manufakturer i Altona, således flere tobaks- og cigarfabrikker, 2 cikoriefabrikker, 3 sæbe- og oliemøller, 2 oliemøller, flere lysestøberier, 3 større bomulds- og uldmanufakturer, flere uldgarnsmanufakturer, flere hattefabrikker, voksdug- og læderlakeringsfabrikker, hørdugsfabrikker, eddikefabrikker, farverier, flere stråhattefabrikker, spejlfabrikker, en tapetfabrik, 6 lakfabrikker, 6 kobber- og stentrykkerier, 5 bogtrykkerier, 1 skriftstøberi, flere vognfabrikker med flere. Byen havde omkring 150 handlende, flere bankierer, 5 boghandlere, kunstnere og håndværkere af alle slags så som malere, instrumentmagere, stempelsnedkere, urmagere, ølbryggerier, brændevinsbrænderier, 4 værfter, 2 korndampmøller og 7 vindmøller med mere.
De hjemmehørende handelsskibes antal og lastedrægtighed (kmcl) fremgår af nedenstående tabel:
| År   | Antal | kmcl   |
| ---- | ----- | ------ |
| 1824 | 202   | 5.867  |
| 1832 | 146   | 4.919  |
| 1833 | 142   | 4.659  |
| 1834 | 128   | 3.858½ |
| 1835 | 132   | 3.861½ |
| 1836 | 120   | 3.272½ |
| 1837 | 124   | 3.566¼ |
| 1838 | 122   | 3.453¾ |
| 1839 | 127   | 3.651¾ |

Afskaffelsen af toldsubsidier i 1853 betød et mindre tilbageslag for byens industri.
I 1830'erne og 1840 blev Altona ende- og knudepunkt for Holstens hovedvejsnet, der blandt andet omfattede vejen fra Kiel over Neumünster til Altona (12¼ mil, i dag en del af Bundesstraße 4) og vejen fra Elmshorn over Uetersen og Wedel til Altona (5 mil, i dag en del af Bundesstraße 431). Vejene skulle være chausseer med faste belægninger af sten og grus og 16 alen brede mellem grøfterne. Mellem 1830 og 1832 anlagdes chausseen fra Altona til Kiel, i 1838 anlagdes strækningen fra Lübeck til Altona (med forbindelse til Hamborg, i dag en del af Bundesstraße 75) og til 1848 strækningen Altona-Segeberg-Neustadt (i dag en del af Bundesstraße 432).
Ligeledes blev Altona endepunkt for jernbanen til Kiel anlagt 1844 som helstatens første. I 1845 opførtes yderligere to sidebaner, Rendsborg-Neumünster-banen og Glückstadt-Elmshorn-banen.
Altona var gennem hele denne periode i stærk vækst: I 1803 havde byen 23.085 indbyggere, i 1835 26.393, i 1840 28.095, i 1845 32.200, i 1855 40.626 og i 1860 45.524 indbyggere.
Af stor betydning blev det, at fra 1853 blev der fastlagt en ny toldgrænse mellem Ottensen og Altona, hvilket bidrog til, at der i Altona ikke skete yderligere forretningsudvikling eller industrialisering, mens Ottensen oplevede en voldsom fremgang, der senere også bredte sig til Bahrenfeld efter anlæggelsen af forstadsbanen fra Altona til Blankenese.

### Under Preussen
I 1866 kom Altona under Preussen. I 1888 kom den tillige med Hamborg ind i det tyske toldforbund, og 1901 fik den sin egen frihavn.
Altona var til 1. verdenskrig en garnisonsby, hovedkvarter for 9. tyske armékorps, havde en landdomstol, et kongeligt kommercekollegium og flere banker, drev en betydelig handel og industri og havde med forstæder i 1910 172.628 indbyggere. Altona havde store jernstøberier], maskinfabrikker, tobaksfabrikker, uld- og bomuldsvæverier, bryggerier, kemiske fabrikker med mere, drev en betydelig handel med England, Frankrig og USA, men var hvad handelen angik, noget afhængig af Hamborg. Altonakøbmændene måtte således foretage deres transaktioner på Hamborgs børs. Byen havde flere skibsværfter, men dens egen rederivirksomhed var ikke betydelig. De vigtigste handelsartikler var korn, mel, kaffe, kakao, tobak, sukker, vin, spiritus, kvæg, tømmer, stenkul, petroleum, huder og skind; også fiskehandelen var betydelig. I 1937 blev Altona indlemmet i Hamborg.
Under 2. verdenskrig, hvor byens unge mænd var indkaldt, blev den terrorbombet af De Allierede, og kvinder og oldinge måtte op på tagene for at slukke de brande, som de allieredes bombardementer antændte.

## Indbyggertal
| År   | Antal  |
| ---- | ------ |
| 1537 | 60     |
| 1600 | 250    |
| 1620 | 1.500  |
| 1650 | 2.500  |
| 1664 | 3.000  |
| 1710 | 12.000 |
| 1769 | 18.050 |
| 1789 | 22.600 |

| År   | Antal  |
| ---- | ------ |
| 1803 | 23.114 |
| 1835 | 26.393 |
| 1840 | 28.095 |
| 1845 | 32.200 |
| 1855 | 40.626 |
| 1860 | 45.524 |
| 1864 | 53.039 |
| 1867 | 67.400 |

| År   | Antal   |
| ---- | ------- |
| 1890 | 143.249 |
| 1895 | 148.944 |
| 1900 | 161.501 |
| 1905 | 168.320 |
| 1910 | 172.628 |
| 1916 | 145.748 |
| 1917 | 144.052 |
| 1919 | 168.729 |

| År   | Antal   |
| ---- | ------- |
| 1925 | 185.135 |
| 1933 | 241.970 |
| 1871 | 74.100  |
| 1875 | 84.097  |
| 1880 | 91.047  |
| 1885 | 104.719 |
| 1988 | 232.567 |
| 1990 | 239.231 |

| År   | Antal   |
| ---- | ------- |
| 1992 | 242.536 |
| 1994 | 242.407 |
| 1996 | 240.086 |
| 1998 | 237.243 |
| 2000 | 240.102 |
| 2002 | 241.179 |
| 2004 | 241.352 |
| 2006 | 243.972 |